# Campeonato Europeu de Patinação Artística no Gelo de 2014
O Campeonato Europeu de Patinação Artística no Gelo de 2014 foi a centésima sexta edição do Campeonato Europeu de Patinação Artística no Gelo, um evento anual de patinação artística no gelo organizado pela União Internacional de Patinação (em inglês:  International Skating Union) onde os patinadores artísticos competem pelo título de campeão europeu. A competição foi disputada entre os dias 13 de janeiro e 19 de janeiro, na cidade de Budapeste, Hungria.

## Eventos
- Individual masculino
- Individual feminino
- Duplas
- Dança no gelo

## Medalhistas
| Evento                        | Ouro                                        | Prata                                      | Bronze                                         |
| Individual masculino detalhes | Javier Fernández · Espanha                  | Sergei Voronov · Rússia                    | Konstantin Menshov · Rússia                    |
| Individual feminino detalhes  | Julia Lipnitskaia · Rússia                  | Adelina Sotnikova · Rússia                 | Carolina Kostner · Itália                      |
| Duplas detalhes               | Tatiana Volosozhar · Maxim Trankov · Rússia | Ksenia Stolbova · Fedor Klimov · Rússia    | Vera Bazarova · Yuri Larionov · Rússia         |
| Dança no gelo detalhes        | Anna Cappellini · Luca Lanotte · Itália     | Elena Ilinykh · Nikita Katsalapov · Rússia | Penny Coomes · Nicholas Buckland · Reino Unido |

## Resultados

### Individual masculino
| Medalha de ouro                                       | Javier Fernández         | Espanha          | 267.11 | 91.56 (1)  | 175.55 (1)  |
| Medalha de prata                                      | Sergei Voronov           | Rússia           | 252.55 | 85.51 (2)  | 167.04 (2)  |
| Medalha de bronze                                     | Konstantin Menshov       | Rússia           | 237.24 | 72.12 (11) | 165.12 (3)  |
| 4                                                     | Michal Březina           | República Tcheca | 236.98 | 82.80 (5)  | 154.18 (4)  |
| 5                                                     | Maxim Kovtun             | Rússia           | 232.37 | 83.15 (4)  | 149.22 (5)  |
| 6                                                     | Peter Liebers            | Alemanha         | 225.76 | 77.42 (8)  | 148.34 (7)  |
| 7                                                     | Tomáš Verner             | República Tcheca | 223.66 | 83.51 (3)  | 140.15 (8)  |
| 8                                                     | Brian Joubert            | França           | 221.95 | 73.29 (9)  | 148.66 (6)  |
| 9                                                     | Jorik Hendrickx          | Bélgica          | 205.92 | 73.21 (10) | 132.71 (10) |
| 10                                                    | Alexei Bychenko          | Israel           | 203.76 | 68.68 (13) | 135.08 (9)  |
| 11                                                    | Alexander Majorov        | Suécia           | 202.47 | 79.62 (6)  | 122.85 (13) |
| 12                                                    | Chafik Besseghier        | França           | 198.07 | 70.85 (12) | 127.22 (12) |
| 13                                                    | Florent Amodio           | França           | 190.13 | 78.60 (7)  | 111.53 (20) |
| 14                                                    | Viktor Pfeifer           | Áustria          | 189.06 | 60.89 (16) | 128.17 (11) |
| 15                                                    | Franz Streubel           | Alemanha         | 182.21 | 59.96 (19) | 122.25 (14) |
| 16                                                    | Kim Lucine               | Mônaco           | 179.89 | 60.00 (18) | 119.89 (16) |
| 17                                                    | Stéphane Walker          | Suíça            | 179.52 | 60.54 (17) | 118.98 (17) |
| 18                                                    | Javier Raya              | Espanha          | 179.37 | 57.13 (20) | 122.24 (15) |
| 19                                                    | Maciej Cieplucha         | Polônia          | 179.06 | 65.84 (15) | 113.22 (19) |
| 20                                                    | Pavel Ignatenko          | Bielorrússia     | 172.08 | 55.99 (22) | 116.09 (18) |
| 21                                                    | Zoltán Kelemen           | Romênia          | 171.26 | 68.32 (14) | 102.94 (22) |
| 22                                                    | Yakov Godorozha          | Ucrânia          | 158.88 | 57.09 (21) | 101.79 (23) |
| 23                                                    | Paul Bonifacio Parkinson | Itália           | 157.81 | 52.08 (24) | 105.73 (21) |
| 24                                                    | Viktor Romanenkov        | Estônia          | 153.66 | 55.43 (23) | 98.23 (24)  |
| Não avançaram para a patinação livre / programa longo |                          |                  |        |            |             |
| 25                                                    | Sondre Oddvoll Boe       | Noruega          | —      | 49.84 (25) |             |
| 26                                                    | Marco Klepoch            | Eslováquia       | —      | 49.48 (26) |             |
| 27                                                    | Matthew Parr             | Reino Unido      | —      | 49.32 (27) |             |
| 28                                                    | Manol Atanassov          | Bulgária         | —      | 49.07 (28) |             |
| 29                                                    | Valtter Virtanen         | Finlândia        | —      | 48.55 (29) |             |
| 30                                                    | Kristóf Forgó            | Hungria          | —      | 47.91 (30) |             |
| 31                                                    | Justus Strid             | Dinamarca        | —      | 47.05 (31) |             |
| 32                                                    | Ali Demirboğa            | Turquia          | —      | 46.56 (32) |             |
| 33                                                    | Manuel Koll              | Áustria          | —      | 45.61 (33) |             |
| 34                                                    | Illya Solomin            | Suécia           | —      | 44.73 (34) |             |
| 35                                                    | Sarkis Hayrapetyan       | Armênia          | —      | 42.90 (35) |             |

### Individual feminino
| Medalha de ouro                                       | Julia Lipnitskaia    | Rússia           | 209.72 | 69.97 (2)  | 139.75 (1) |
| Medalha de prata                                      | Adelina Sotnikova    | Rússia           | 202.36 | 70.73 (1)  | 131.63 (2) |
| Medalha de bronze                                     | Carolina Kostner     | Itália           | 191.39 | 68.97 (3)  | 122.42 (3) |
| 4                                                     | Alena Leonova        | Rússia           | 178.15 | 64.09 (4)  | 114.06 (5) |
| 5                                                     | Maé Bérénice Méité   | França           | 173.37 | 58.64 (5)  | 114.73 (4) |
| 6                                                     | Valentina Marchei    | Itália           | 165.25 | 57.38 (6)  | 107.87 (6) |
| 7                                                     | Jelena Glebova       | Estônia          | 155.71 | 54.68 (8)  | 101.03 (7) |
| 8                                                     | Nathalie Weinzierl   | Alemanha         | 151.88 | 53.02 (10) | 98.86 (8)  |
| 9                                                     | Joshi Helgesson      | Suécia           | 146.45 | 54.25 (9)  | 92.20 (10) |
| 10                                                    | Elene Gedevanishvili | Geórgia          | 141.82 | 54.78 (7)  | 87.04 (13) |
| 11                                                    | Roberta Rodeghiero   | Itália           | 141.25 | 48.52 (15) | 92.73 (9)  |
| 12                                                    | Juulia Turkkila      | Finlândia        | 140.31 | 50.42 (12) | 89.89 (12) |
| 13                                                    | Laurine Lecavelier   | França           | 139.42 | 49.12 (13) | 90.30 (11) |
| 14                                                    | Viktoria Helgesson   | Suécia           | 138.73 | 52.55 (11) | 86.18 (14) |
| 15                                                    | Eliška Březinová     | República Tcheca | 130.35 | 47.10 (16) | 83.25 (16) |
| 16                                                    | Isabelle Olsson      | Suécia           | 129.39 | 43.97 (22) | 85.42 (15) |
| 17                                                    | Nicole Rajičová      | Eslováquia       | 128.25 | 49.00 (14) | 79.25 (18) |
| 18                                                    | Inga Janulevičiūtė   | Lituânia         | 126.20 | 44.24 (21) | 81.96 (17) |
| 19                                                    | Anne Line Gjersem    | Noruega          | 125.58 | 46.63 (18) | 78.95 (49) |
| 20                                                    | Kaat Van Daele       | Bélgica          | 123.05 | 46.18 (19) | 76.87 (20) |
| 21                                                    | Agata Kryger         | Polônia          | 119.52 | 43.59 (23) | 75.93 (21) |
| 22                                                    | Marta García         | Espanha          | 118.11 | 44.61 (20) | 73.50 (22) |
| 23                                                    | Natalia Popova       | Ucrânia          | 112.26 | 47.01 (17) | 65.25 (24) |
| 24                                                    | Jenna McCorkell      | Reino Unido      | 110.19 | 39.59 (24) | 70.60 (23) |
| Não avançaram para a patinação livre / programa longo |                      |                  |        |            |            |
| 25                                                    | Janina Makeenka      | Bielorrússia     | —      | 39.44 (25) |            |
| 26                                                    | Tanja Odermatt       | Suíça            | —      | 39.42 (26) |            |
| 27                                                    | Daša Grm             | Eslovênia        | —      | 38.52 (27) |            |
| 28                                                    | Sonia Lafuente       | Espanha          | —      | 38.43 (28) |            |
| 29                                                    | Anita Madsen         | Dinamarca        | —      | 38.42 (29) |            |
| 30                                                    | Ieva Gaile           | Letônia          | —      | 37.83 (30) |            |
| 31                                                    | Kerstin Frank        | Áustria          | —      | 37.44 (31) |            |
| 32                                                    | Michelle Couwenberg  | Países Baixos    | —      | 36.72 (32) |            |
| 33                                                    | Fleur Maxwell        | Luxemburgo       | —      | 36.48 (33) |            |
| 34                                                    | Sarah Hecken         | Alemanha         | —      | 35.20 (34) |            |
| 35                                                    | Danielle Montalbano  | Israel           | —      | 33.87 (35) |            |
| 36                                                    | Anna Afonkina        | Bulgária         | —      | 31.15 (36) |            |
| 37                                                    | Sıla Saygı           | Turquia          | —      | 25.88 (37) |            |

### Duplas
| Medalha de ouro                                       | Tatiana Volosozhar / Maxim Trankov       | Rússia       | 220.38 | 83.98 (1)  | 136.40 (2) |
| Medalha de prata                                      | Ksenia Stolbova / Fedor Klimov           | Rússia       | 207.98 | 70.90 (4)  | 137.08 (1) |
| Medalha de bronze                                     | Vera Bazarova / Yuri Larionov            | Rússia       | 201.61 | 71.70 (3)  | 129.91 (3) |
| 4                                                     | Stefania Berton / Ondřej Hotárek         | Itália       | 195.61 | 69.22 (5)  | 126.39 (4) |
| 5                                                     | Vanessa James / Morgan Ciprès            | França       | 185.48 | 63.23 (6)  | 122.25 (5) |
| 6                                                     | Maylin Wende / Daniel Wende              | Alemanha     | 168.32 | 55.19 (8)  | 113.13 (6) |
| 7                                                     | Andrea Davidovich / Evgeni Krasnopolski  | Israel       | 163.93 | 55.32 (7)  | 108.61 (7) |
| 8                                                     | Nicole Della Monica / Matteo Guarise     | Itália       | 154.55 | 53.65 (9)  | 100.90 (8) |
| 9                                                     | Mari Vartmann / Aaron Van Cleave         | Alemanha     | 153.21 | 52.40 (10) | 100.81 (9) |
| 10                                                    | Natalja Zabijako / Alexandr Zaboev       | Estônia      | 149.82 | 50.12 (12) | 99.70 (10) |
| 11                                                    | Daria Popova / Bruno Massot              | França       | 149.36 | 52.36 (11) | 97.00 (11) |
| 12                                                    | Miriam Ziegler / Severin Kiefer          | Áustria      | 135.05 | 44.79 (15) | 90.26 (12) |
| 13                                                    | Stacey Kemp / David King                 | Reino Unido  | 130.98 | 43.98 (16) | 87.00 (13) |
| 14                                                    | Maria Paliakova / Nikita Bochkov         | Bielorrússia | 130.46 | 48.18 (13) | 82.28 (14) |
| 15                                                    | Amani Fancy / Christopher Boyadji        | Reino Unido  | 127.76 | 47.79 (14) | 79.97 (15) |
| WD                                                    | Aliona Savchenko / Robin Szolkowy        | Alemanha     | —      | 76.76 (2)  | — (WD)     |
| Não avançaram para a patinação livre / programa longo |                                          |              |        |            |            |
| 17                                                    | Alessandra Cernuschi / Filippo Ambrosini | Itália       | —      | 40.29 (17) |            |
| 18                                                    | Elizaveta Makarova / Leri Kenchadze      | Bulgária     | —      | 39.94 (18) |            |
| 19                                                    | Julia Lavrentieva / Yuri Rudyk           | Ucrânia      | —      | 37.96 (19) |            |
| 20                                                    | Veronica Grigorieva / Aritz Maestu       | Espanha      | —      | 34.97 (20) |            |

### Dança no gelo
| Medalha de ouro                  | Anna Cappellini / Luca Lanotte               | Itália           | 171.61 | 69.58 (1)  | 102.03 (1) |
| Medalha de prata                 | Elena Ilinykh / Nikita Katsalapov            | Rússia           | 170.51 | 69.54 (2)  | 100.97 (2) |
| Medalha de bronze                | Penny Coomes / Nicholas Buckland             | Reino Unido      | 158.69 | 61.76 (3)  | 96.93 (3)  |
| 4                                | Victoria Sinitsina / Ruslan Zhiganshin       | Rússia           | 153.73 | 60.63 (4)  | 93.10 (4)  |
| 5                                | Ekaterina Riazanova / Ilia Tkachenko         | Rússia           | 150.44 | 60.35 (5)  | 90.09 (5)  |
| 6                                | Julia Zlobina / Alexei Sitnikov              | Azerbaijão       | 147.78 | 59.82 (6)  | 87.96 (6)  |
| 7                                | Nelli Zhiganshina / Alexander Gazsi          | Alemanha         | 145.37 | 59.79 (7)  | 85.58 (8)  |
| 8                                | Charlène Guignard / Marco Fabbri             | Itália           | 144.40 | 58.17 (8)  | 86.23 (7)  |
| 9                                | Isabella Tobias / Deividas Stagniūnas        | Lituânia         | 142.31 | 56.76 (9)  | 85.55 (9)  |
| 10                               | Sara Hurtado / Adrià Díaz                    | Espanha          | 137.58 | 55.21 (11) | 82.37 (11) |
| 11                               | Tanja Kolbe / Stefano Caruso                 | Alemanha         | 137.46 | 53.98 (13) | 83.48 (10) |
| 12                               | Federica Testa / Lukáš Csölley               | Eslováquia       | 136.63 | 54.84 (12) | 81.79 (12) |
| 13                               | Pernelle Carron / Lloyd Jones                | França           | 135.29 | 56.35 (10) | 78.94 (13) |
| 14                               | Irina Shtork / Taavi Rand                    | Estônia          | 131.66 | 53.88 (14) | 77.78 (15) |
| 15                               | Gabriella Papadakis / Guillaume Cizeron      | França           | 131.57 | 53.33 (15) | 78.24 (14) |
| 16                               | Justyna Plutowska / Peter Gerber             | Polônia          | 128.08 | 52.14 (17) | 75.94 (16) |
| 17                               | Alisa Agafonova / Alper Uçar                 | Turquia          | 127.96 | 52.90 (16) | 75.06 (18) |
| 18                               | Laurence Fournier Beaudry / Nikolaj Sørensen | Dinamarca        | 127.51 | 51.92 (18) | 75.59 (17) |
| 19                               | Lorenza Alessandrini / Simone Vaturi         | Itália           | 121.65 | 50.24 (19) | 71.41 (20) |
| 20                               | Henna Lindholm / Ossi Kanervo                | Finlândia        | 121.09 | 48.75 (20) | 72.34 (19) |
| Não avançaram para a dança livre |                                              |                  |        |            |            |
| 21                               | Dóra Turóczi / Balázs Major                  | Hungria          | —      | 46.80 (21) |            |
| 22                               | Ramona Elsener / Florian Roost               | Suíça            | —      | 46.36 (22) |            |
| 23                               | Siobhan Heekin-Canedy / Dmitri Dun           | Ucrânia          | —      | 45.84 (23) |            |
| 24                               | Allison Reed / Vasili Rogov                  | Israel           | —      | 44.14 (24) |            |
| 25                               | Barbora Silná / Juri Kurakin                 | Áustria          | —      | 43.22 (25) |            |
| 26                               | Lucie Myslivečková / Neil Brown              | República Tcheca | —      | 42.95 (26) |            |
| 27                               | Angelina Telegina / Otar Japaridze           | Geórgia          | —      | 42.07 (27) |            |
| 28                               | Viktoria Kavaliova / Yurii Bieliaiev         | Bielorrússia     | —      | 39.03 (28) |            |
| 29                               | Carter Marie Jones / Richard Sharpe          | Reino Unido      | —      | 34.63 (29) |            |

## Quadro de medalhas
| Ordem | País        | Medalha de ouro | Medalha de prata | Medalha de bronze |    | Ordem por total |
| ----- | ----------- | --------------- | ---------------- | ----------------- | -- | --------------- |
| 1     | Rússia      | 2               | 4                | 2                 | 8  | 1               |
| 2     | Itália      | 1               |                  | 1                 | 2  | 2               |
| 3     | Espanha     | 1               |                  |                   | 1  | 3               |
| 4     | Reino Unido |                 |                  | 1                 | 1  | 3               |
| TOTAL | TOTAL       | 4               | 4                | 4                 | 12 | —               |